# Jay Briscoe
Jamin "Jay" Pugh beter bekend als Jay Briscoe, (Salisbury (Maryland), 25 januari 1984 – Laurel (Delaware), 17 januari 2023) was een Amerikaans professioneel worstelaar die sinds 2022 actief was in Impact Wrestling. Briscoe is best bekend van zijn 22-jarige carrière bij de worstelorganisatie RIng of Honor Wrestling Entertainment (ROH). Jay is samen met zijn broer, Mark Briscoe, een record 12-voudig ROH World Tag Team Champion en als sinlges worstelaars een 2-voudig ROH World Champion. In 2022 werd hij opgenomen in de ROH Hall of Fame.
Tevens is Jay actief in New Japan Pro Wrestling (NJPW), waar hij een voormalige IWGP Tag Team Champion is en maakte ook deel uit van drie Six-Man Tag Team Championship-teams in zowel ROH als NJPW.
Op 17 januari 2023 stierf Briscoe bij een auto-ongeluk in Laurel, Delaware. Hij was 38 (acht dagen voor zijn 39e verjaardag) en zijn dood werd op Twitter bevestigd door Tony Khan, de eigenaar van AEW en ROH.

## Prestaties
- Combat Zone Wrestling
  - CZW World Tag Team Championship (2 keer) – met Mark Briscoe[6]
- Extreme Rising
  - Match of the Year (2012) met Mark Briscoe vs. The Blk Out vs. Los Dramáticos
  - Extreme Rising Moment of the Year (2012) met Mark Briscoe debutterde in een Cage match against Blk Out en Los Fantásticos.
- Full Impact Pro
  - FIP Tag Team Championship (1 keer) – met Mark Briscoe[6]
- Game Changer Wrestling
  - GCW Tag Team Championship (2 keer) - met Mark Briscoe[6]
- House of Glory
  - HOG Tag Team Championship (1 keer) - met Mark Briscoe[6]
- Impact Wrestling
  - Impact World Tag Team Championship (1 keer) - met Mark Briscoe[6]
- Jersey All Pro Wrestling
  - JAPW Tag Team Championship (1 keer) – met The Insane Dragon[6]
- National Wrestling Alliance
  - Crockett Cup (2022) - met Mark Briscoe[7]
- New Japan Pro-Wrestling
  - IWGP Tag Team Championship (1 keer) – met Mark Briscoe[6]
  - NEVER Openweight 6-Man Tag Team Championship (2 keer) – met Mark Briscoe en Toru Yano[6]
- NWA Wildside
  - NWA Wildside Tag Team Championship (1 keer) – met Mark Briscoe[6]
- Premier Wrestling Federation
  - PWF United States Heavyweight Championship (1 keer)[6]
  - PWF United States Heavyweight Championship Tournament (2002)[7]
- Pro Wrestling Illustrated
  - Gerangschikt op #7 van de top 500 worstelaars in de PWI 500 in 2015[8]
- Pro Wrestling Noah
  - GHC Junior Heavyweight Tag Team Championship (1 keer) – met Mark Briscoe[6]
- Pro Wrestling Unplugged
  - PWU Tag Team Championship (1 keer) – met Mark Briscoe[6]
- Real Championship Wrestling
  - RCW Tag Team Championship (1 keer) – met Mark Briscoe[6]
  - RCW Tag Team Championship Tournament (2009) – met Mark Briscoe[7]
- Ring of Honor
  - ROH World Championship (2 keer)[6]
  - ROH World Six-Man Tag Team Championship (1 keer) – met Bully Ray en Mark Briscoe[6]
  - ROH World Tag Team Championship (12 keer) – met Mark Briscoe[6]
  - Honor Rumble (2009)[9]
  - Tag Team of the Decade (2010s) – met Mark Briscoe[10]
  - ROH Year-End Award (1 keer)
    - Tag Team of the Year (2019) – met Mark Briscoe[11]

  - ROH Hall of Fame (Class of 2022)[12]
- Squared Circle Wrestling
  - 2CW Tag Team Championship (1 keer) – met Mark Briscoe[6]
- USA Xtreme Wrestling
  - UXW Tag Team Championship (1 keer) – met Mark Briscoe
- Wrestling Observer Newsletter awards
  - Tag Team of the Year (2007) – met Mark Briscoe